# NGC 18

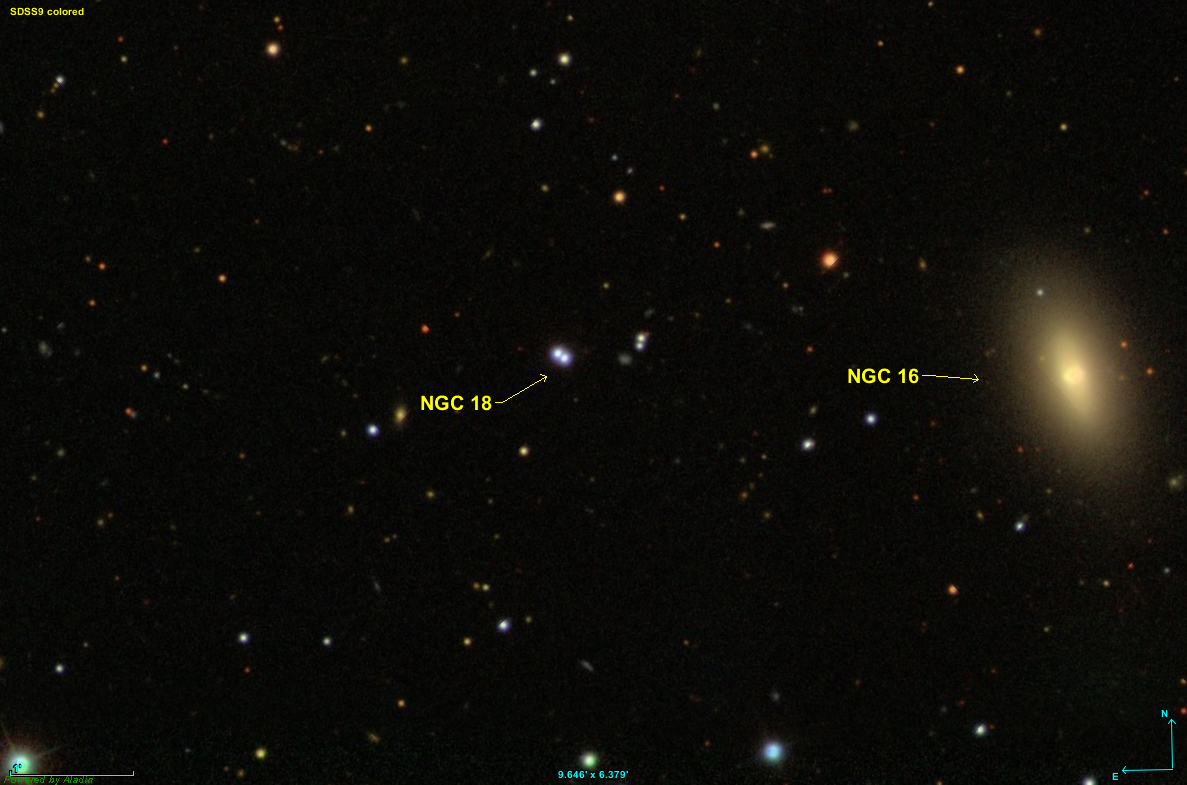
NGC 18

NGC 18，是飛馬座的一個雙星。该双星的视星等为14等，赤經為9分23秒，赤緯為+27°43'56"。在1866年10月15日首次被赫尔曼·舒尔茨（Herman Schultz）發現。